# Итапуранга
Итапуранга (порт. Itapuranga)  —  муниципалитет в Бразилии, входит в штат Гояс. Составная часть мезорегиона Центр штата Гойас. Входит в экономико-статистический  микрорегион Серис. Население составляет 30 000 человек на 2008 год. Занимает площадь 1277,160 км². Плотность населения — 23,48 чел./км².
Праздник города — 6 января.

## История
Город основан в 1953 году.

## Статистика
- Валовой внутренний продукт на 2005 год составляет 115 700 000,00 реалов (данные: Бразильский институт географии и статистики).
- Валовой внутренний продукт на душу населения на 2005 год составляет 3856,66 реалов (данные: Бразильский институт географии и статистики).
- Индекс развития человеческого потенциала на 2000 год составляет 0,735 (данные: Программа развития ООН).